# Exorista irrorata
Exorista irrorata là một loài ruồi trong họ Tachinidae.